# アマガサヘビ属
アマガサヘビ属（アマガサヘビぞく、Bungarus）は、有鱗目コブラ科の属の1つ。アジア原産であり、南アジア、東南アジア、中国南部の熱帯雨林の林床でよく見られる。中型の毒蛇で、全長は通常2mを超えない。夜行性の捕食者であり、主に夜間に他のヘビを捕食するが、トカゲ、両生類、齧歯類を捕食することもある。ほとんどの種は縞模様があり、捕食者に対する警告の役割を果たす。一般的には大人しく臆病だと考えられているが、医学的に重要であり、人間を殺す可能性もある、非常に強力な神経毒を持つ。現在18種と5亜種が分類されている。学名はテルグ語の「Bangaru (黄金)」に由来する。和名の「アマガサ」は、白黒の縞模様を雨傘の模様に見立てたことに由来する。

## 分布
南アジア、東南アジア、インドシナ半島の熱帯から亜熱帯域にかけて、西はイランから東はインド亜大陸（バングラデシュ、ネパール、パキスタン、スリランカを含む）を経て東南アジア（ボルネオ島、ブルネイ、カンボジア、インドネシア、ラオス、マレーシア、ミャンマー、パプアニューギニア、フィリピン、タイ、ベトナムを含む）まで分布する。種によっては中国南部や台湾にも分布する。

## 形態
全長は通常1.0 - 1.5mだが、2.0mに達する個体の記録もある。マルオアマガサは、最大で2.125mまで成長することもある。ほとんどの種は、黒と明るい色の部分が交互になった縞模様と、滑らかで光沢のある鱗が特徴である。この体色は、生息地である草原や低木林では警告色として機能している可能性がある。背側の隆起に沿った鱗は六角形である。頭部は細長く、目の瞳孔は丸い。背側は著しく隆起しており、体の断面は三角形になっている。

## 生態
夜行性であり、同種を含む他のヘビを主に捕食するが、小型の齧歯類やトカゲを狩る姿が時折観察されている。昼間に遭遇することはめったにないが、夜間は非常に警戒心が強い。脅威を感じるとまず逃げようとし、逃げられなければ身を守るために頭を体の下に巻く。一般的にはおとなしく臆病であるが、一部の種は移動のために捕獲されると激しく暴れることが知られている。繰り返し挑発すると、最後の手段として噛まれることがある。卵生であり、落ち葉の山の中に12 - 14個の卵を産む。雌は通常、卵が孵るまでそばに留まる。

## 毒性
一部の種はネズミに対する半数致死量において、世界の陸生ヘビの中でもトップクラスに強い毒を持つ。非常に強力な神経毒を持ち、筋肉の麻痺を引き起こすことがある。その毒には主にシナプス前神経毒が含まれており、ニューロン末端が次のニューロンに化学伝達機構を適切に放出する能力に影響を与える。伝達物質の放出は最初は阻害され（短時間の麻痺となる）、その後、極度の過剰興奮（けいれん、震え、痙攣）が続き、最終的に麻痺に弱まる。
これらの段階は、体のすべての部位で起こる場合もあれば、起こらない場合もある。また、同時に起こる場合もある。咬傷自体の重症度と実際に注入された毒の量は、症状の強さに影響する。アマガサヘビは主に夜行性であるため、日中に人間に遭遇することはまれである。咬傷は主に日没後に発生し、多くの場合最初は痛みが無い。そのため、被害者が眠っていたり、アマガサヘビに気づかなかったりすると、咬傷にも気付かず、体内の症状がさらに長引く可能性がある。アマガサヘビに噛まれると生命を脅かす可能性があるため、可能な限り速やかに緊急の医療処置を受ける必要がある。
通常、被害者は筋麻痺を伴う激しい腹部の痙攣に気づき始め、眼瞼下垂から始まることが多い。通常、局所症状は見られないため、麻痺の兆候（両側眼瞼下垂、複視、嚥下障害など）がないか患者を注意深く観察し、続いて抗毒素で（できるだけ早く）治療する必要がある。多くの場合、アマガサヘビに噛まれた部位には痛みがほとんどまたは全くないため、被害者に誤った安心感を与えてしまう可能性がある。患者にとっての困難は、医療資源（特に地方の病院での挿管用品や人工呼吸器）の不足と、抗毒素が効かない可能性である。
医療施設に到着したら、特に抗毒素が存在しない場合、毒が代謝されて被害者が自力で呼吸できるようになるまでサポートを提供しなければならない。毒素は麻痺を引き起こすアセチルコリンの伝達を変化させることから、一部の患者はフィゾスチグミンやネオスチグミンなどのコリンエステラーゼ阻害剤で治療に成功したが、成功にはばらつきがあり、種によっても異なる可能性がある。死亡する場合、通常はアマガサヘビに噛まれてから約6 - 12時間後に死亡するが、大幅に遅れることもある。通常の死因は呼吸不全、つまり横隔膜の完全麻痺による窒息である。患者が病院にたどり着いたとしても、地域によっては医療を受けるために長時間移送される可能性があるため、その後永久的な昏睡（さらには低酸素症による脳死）に陥る可能性がある。
噛まれた場合の死亡率は種によって異なり、アデレード大学毒物学部によると、治療を受けていない場合、マルオアマガサに噛まれた場合の死亡率は1 - 10%だが、インドアマガサの場合は70 - 80%である。他のすべての毒蛇と同様に、アマガサヘビに噛まれた場合の死亡時間と致死率は、毒の量や被害者の健康状態など、さまざまな要因に左右される。
多価エラピド抗毒素はシロオビアマガサとベニアマガサの毒を中和するのに有効で、マルオアマガサに対してもかなり有効であり、一価マルオアマガサ抗毒素も中等度の有効性がある。

## 分類
和名は田原(2020)による。
- Bungarus andamanensis Biswas & Sanyal, 1978 アンダマンアマガサ (South Andaman Krait)
- Bungarus bungaroides (Cantor, 1839) ヒマラヤアマガサ (northeastern hill Krait)
- Bungarus caeruleus (Schneider, 1801) インドアマガサ (Common krait)
- Bungarus candidus (Linnaeus, 1758) シロオビアマガサ (Malayan Krait)
- Bungarus ceylonicus Günther, 1864 セイロンアマガサ (Ceylon Krait)
- Bungarus fasciatus (Schneider, 1801) マルオアマガサ (Banded krait)
- Bungarus flaviceps Reinhardt, 1843 ベニアマガサ (Red-headed krait)
- Bungarus lividus Cantor, 1839 コガタクロアマガサ (Lesser black krait)
- Bungarus magnimaculatus Wall & Evans, 1901 ヒロオビアマガサ (Burmese krait)
- Bungarus multicinctus Blyth, 1861 タイワンアマガサ (Many-banded krait)
- Bungarus niger Wall, 1908 クロアマガサ (Greater black krait)
- Bungarus persicus Abtin, Nilson, Mobaraki, Hosseini, & Dehgannejhad, 2014 ペルシャアマガサ (Persian krait)
- Bungaus sagittatus Aksornneam, Rujirawan, Yodthong, Sung & Aowphol, 2024
- Bungarus sindanus Boulenger, 1897 レンテンアマガサ (Sind krait)
- Bungarus slowinskii Kuch, Kizirian, T.Q. Nguyen, Lawson, Donnelly & Mebs, 2005[13] スロウィンスキーアマガサ (Red River krait)
- Bungarus suzhenae Chen, S.Shi, Vogel, Ding & J. Shi, 2021 (Suzhen's krait)
- Bungarus walli Wall, 1907 キグチアマガサ (Wall's krait)
- Bungarus wanghaotingi Pope, 1928

## 関連文献
- Boulenger GA (1896). Catalogue of the Snakes in the British Museum (Natural History). Volume III., Containing the Colubridæ (Opisthoglyphæ and Proteroglyphæ) ... London: Trustees of the British Museum (Natural History). (Taylor and Francis, printers). xiv + 727 pp. + Plates I-XXV. (Genus Bungarus, pp. 365-366, Figure 26, three views of skull).
- Daudin FM (1803). Histoire Naturelle, Génerale et Particulière des Reptiles; Ouvrage faisant suite aux Œuvres de Leclerc de Buffon, et partie de Cours complete d'Histoire naturelle rédigé par C.S. Sonnini, membre de plusieurs Sociétés savantes. Tome cinquième [Volume 5]. Paris: F. Dufart. 365 pp. (Bungarus, new genus, p. 263). (in French).